# Titularbistum Abila in Palaestina
Abila in Palaestina (ital.: Abila Palestina) ist ein Titularbistum der römisch-katholischen Kirche.
Es geht zurück auf ein Bistum in der antiken Stadt Abila in der römischen Provinz Syria Palaestina bzw. in der Spätantike Palaestina secunda im heutigen Jordanien. Es gehörte der Kirchenprovinz Scythopolis an.
| Titularbischöfe von Abila in Palaestina |                                                           |                                                                                 |                   |                   |
| Nr.                                     | Name                                                      | Amt                                                                             | von               | bis               |
| 1                                       | Adam Ernst Bernclau von Schönreith                        | Weihbischof in Regensburg (Deutschland)                                         | 22. Dezember 1766 | 24. Juli 1779     |
| 2                                       | Joseph Ferdinand Guidobald Reichsgraf von Spaur und Valör | Bischof des bayerischen St. Georgs-Ordens und bayerischer Hofbischof in München | 20. März 1780     | 26. März 1793     |
| 3                                       | Alessandro Scialdone                                      | Weihbischof in Capua (Italien)                                                  | 21. Juli 1839     |                   |
| 4                                       | Pietro Facciotti                                          | Weihbischof in Ferentino (Italien)                                              | 28. Februar 1879  | 27. Januar 1880   |
| 5                                       | Dionisije Njaradi                                         | Weihbischof in Križevci (Kroatien)                                              | 5. Dezember 1914  | 1. Mai 1920       |
| 6                                       | Alberto Uribe Urdaneta                                    | Weihbischof in Manizales (Kolumbien)                                            | 19. Dezember 1953 | 18. März 1957     |
| 7                                       | Herculanus Joannes Maria van der Burgt OFMCap             | Apostolischer Vikar von Pontianak (Indonesien)                                  | 13. Juli 1957     | 3. Januar 1961    |
| 8                                       | Caesar Gatimu                                             | Weihbischof in Nyeri (Kenia)                                                    | 18. April 1961    | 25. November 1964 |
| 9                                       | Paulos Tzadua                                             | Weihbischof in Adis Abeba (Äthiopien)                                           | 1. März 1973      | 24. Februar 1977  |